# Termero
Termero (greco Τέρμερος) era nella mitologia greca un pirata lelego o, secondo Plutarco, un brigante che compiva scorrerie in Asia minore. Aveva l'abitudine di sfidare i suoi prigionieri in una gara di testate, da cui l'antico modo di dire greco una perfidia da Termero; si scontrò con Eracle, che lo uccise con un poderoso colpo di testa. Eracle restituì poi il corpo di Termero ai compagni che fondarono in suo onore la città caria di Termera.